# Fenix (1651)
Fenix eller Phoenix, var ett svenskt örlogsskepp bestyckat med 34 kanoner. Fartyget sjösattes 1651 och besättningen bestod av hundra sjömän och fyrtio knektar.